# أليخاندرا غيريرو رودريغيز
أليخاندرا غيريرو رودريغيز (بالإسبانية: Alejandra Guerrero Rodríguez) هي لاعبة شطرنج مكسيكية، ولدت في 5 نوفمبر 1974 في دورانجو في المكسيك.

## وصلات خارجية
- أليخاندرا غيريرو رودريغيز على موقع الاتحاد الدولي للشطرنج (الإنجليزية)
- أليخاندرا غيريرو رودريغيز على موقع مباريات الشطرنج (الإنجليزية)
- أليخاندرا غيريرو رودريغيز على موقع 365Chess.com (الإنجليزية)
- أليخاندرا غيريرو رودريغيز على موقع Chesstempo.com (الإنجليزية)
- أليخاندرا غيريرو رودريغيز سجل أولمبياد الشطرنج للسيدات على موقع OlimpBase.org (الإنجليزية)